# Estação Kontula

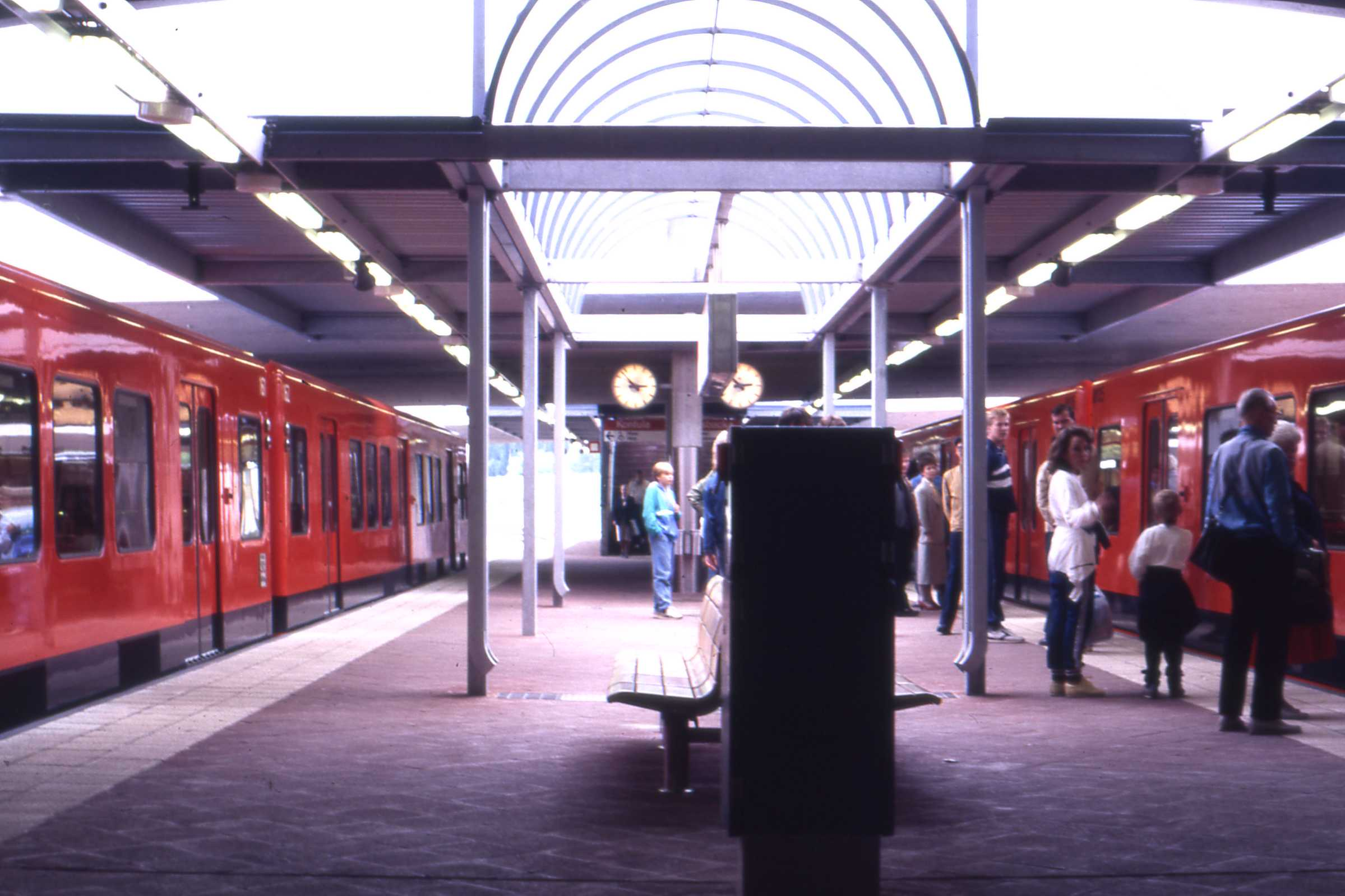
Plataforma de embarque Estação Kontula (1987).

Kontula é uma estação das dezesseis estações da linha única do Metro de Helsínquia.